# 嘘憑キズム
『嘘憑キズム』(うそつキズム)は、小南泰葉の3枚目のミニアルバム。2012年5月23日にEMIミュージック・ジャパンから発売された。

## 概要
小南の3作目のミニアルバムであり、メジャーデビューした作品である。小南の世界観を最大限に表現するために、各曲ごとに西川進、森俊之、羽毛田丈史、元ミドリのハジメタル、VOLA & THE ORIENTAL MACHINEの楢原英介という5人のサウンド・プロデューサーが起用されている。またレコーディングメンバーも、個性派・実力派ミュージシャンが顔を揃えている。

## 収録曲
| 全作詞・作曲: 小南泰葉。 |                                                  |          |            |                      |      |
| #                        | タイトル                                         | 作詞     | 作曲・編曲 | サウンドプロデュース | 時間 |
| 1.                       | 「嘘憑きとサルヴァドール」                       | 小南泰葉 | 小南泰葉   | 西川進               | 3:41 |
| 2.                       | 「ルポルタージュ精神病棟」                       | 小南泰葉 | 小南泰葉   | 西川進               | 3:40 |
| 3.                       | 「藁人形売りの少女」                             | 小南泰葉 | 小南泰葉   | 森俊之               | 5:56 |
| 4.                       | 「拘束ロード」                                   | 小南泰葉 | 小南泰葉   | ハジメタル           | 3:10 |
| 5.                       | 「脳内フラクション」                             | 小南泰葉 | 小南泰葉   | 羽毛田丈史           | 3:10 |
| 6.                       | 「勧毒懲悪」                                     | 小南泰葉 | 小南泰葉   | 楢原英介             | 3:53 |
| 7.                       | 「おとなのうた（naked ver.）」(ボーナストラック) | 小南泰葉 | 小南泰葉   | 楢原英介、小南泰葉   | 4:18 |

## 参加ミュージシャン
1. 嘘憑きとサルヴァドール
  - 西川進：ギター
  - KenKen（RIZE）：ベース
  - 石井悠也（元SHURIKEN）：ドラム
2. ルポルタージュ精神病棟
  - 西川進：ギター
  - 小島剛広：ベース
  - 石井悠也：ドラム
  - ハジメタル：ピアノ
  - 中山信彦：マニピュレーター
3. 藁人形売りの少女
  - 西川進：ギター
  - 根岸孝旨：ベース
  - 村石雅行：ドラム
  - 森俊之：キーボード、プログラミング
  - 弦一徹ストリングス：ストリングス
  - 小南泰葉：アコースティック・ギター
4. 拘束ロード
  - ハジメタル：ピアノ、SE
  - 楢原英介（VOLA & THE ORIENTAL MACHINE）：バイオリン
  - 小春（チャラン・ポ・ランタン）：アコーディオン
  - 小南泰葉：アコースティック・ギター
5. 脳内フラクション
  - 西川進：ギター
  - 渡辺等：ベース
  - BOBO（堀川裕之）：ドラム
  - 羽毛田丈史：ピアノ、SE
  - 小南泰葉：アコースティック・ギター
6. 勧毒懲悪
  - 楢原英介：ギター
  - 中村昌史：ベース
  - 吉澤響（セカイイチ）：ドラム
7. おとなのうた（naked ver.）
  - 小南泰葉：アコースティック・ギター
  - 楢原英介：アコースティック・ギター